# 東山村 (奈良県)
東山村（ひがしやまそん）は奈良県北東部、添上郡に属していた村。現在は山添村の一部。

## 歴史
- 1889年（明治22年）4月1日 - 町村制の施行により、添上郡水間村、室津村、松尾村、桐山村、峯寺村、的野村、別所村、北野村が合併し、東山村が成立。
- 1956年（昭和31年）9月30日 - 東山村は山辺郡豊原村、波多野村と合併し、山添村が発足。